# Luquan
Luquan léase Lu-Chuán (en chino simplificado, 鹿泉区; pinyin, Lùquán, lit: primavera de venados) es desde septiembre de 2014 un distrito bajo la administración directa de la ciudad-prefectura de Shijiazhuang en la provincia de Hebei, al noreste República Popular China. Su centro urbano se localiza en una zona de valle de los montes Taihang a 180 metros sobre el nivel del mar, en las riberas del río Hai. Su área total es de 603 km² y su población proyectada para 2010 es de 433 000 habitantes.

## Administración
Desde 2014 el distrito Luquan se dividen en 12 pueblos , que se administran en 9 poblados y 3 villas:
Poblados:
- Huolu (获鹿镇), Tongye (铜冶镇), Sijiazhuang (寺家庄镇), Shangzhuang (上庄镇), Licun (李村镇), Yi'an (宜安镇), Huangbizhuang (黄壁庄镇), Dahe (大河镇), Shanyincun (山尹村镇)

Villas:
- Shijing (石井乡), Bailuquan (白鹿泉乡), Shangzhai (上寨乡)

## Historia
El área de Luquan es una región antigua, en el período de los Reinos Combatientes se le llama condado Shiyi (石邑县). En tiempos de la dinastía Sui se estableció el condado de Luquan (鹿泉县), en la dinastía Tang es plaza en la Rebelión de An Lushan y se renombra condado Huolu (获鹿).
En 1949 se establece la República Popular de China y el área pertenece al distrito de Shijiazhuang. la administración se anula el 20 de diciembre de 1958, pero se reintegra en 1962.
El 18 de mayo de 1994 es aprobado por el Consejo de Estado de revocar el condado Huolu y el establecimiento de Luquan.
En septiembre de 2014 Luquan se administra como distrito bajo la jurisdicción de Shijiazhuang.

## Minería
La zona de Luquan es rica en recursos minerales, tiene reservas probadas de piedra caliza por 790 millones de toneladas.